# Hasse Olsson (fotbollsspelare)
Hasse Lennart Olsson, född 15 november 1930 i Trollhättan, död 27 mars 2021 i Trollhättan, var en svensk fotbollsspelare, aktiv i Göteborgsklubben Gais. Han spelade även handboll på elitnivå, för KFUM Trollhättan och Trollhättans IF, och gjorde sex landskamper i handboll.

## Biografi
Olsson tog studentexamen i Vänersborg 1951 och studerade sedan vid lärarseminariet i Göteborg. Idrottskarriären inledde han i IFK Trollhättan, där hans far sedan tidigare var engagerad.

### Fotbollskarriär
Olsson gick 1952 till Gais, men bodde hela tiden kvar i Trollhättan, där han var lärare. För Gais spelade han sammanlagt 139 seriematcher och gjorde 44 mål, och var med och vann SM-guld med klubben säsongen 1953/1954. Han var en snabb högerytter som lär ha sprungit 100 meter på 11 sekunder blankt. Han gjorde ofta sina mål i stim: Mot Hammarby IF gjorde han 1955 fem mål i samma match, mot Lycksele IF i kvalet till allsvenskan 1956 gjorde han fyra, och mot Sandvikens IF 1956 gjorde han hela sex mål, varav fem i andra halvlek. Han lämnade Gais 1959, samma säsong som klubben åkte ur allsvenskan, och återvände till IFK Trollhättan som spelande tränare.
Olsson hade under sin tid i Gais även proffserbjudande från utlandet, men då han och hustrun Ulla väntade sitt första barn Bengt blev det inget av detta. Efter den aktiva karriären tränade han förutom IFK Trollhättan även Munkedals IF, Trollhättans IF, Trollhättans FK och Vänersborgs IF.

### Handbollskarriär
Parallellt med fotbollen var han en tongivande spelare i handbollslaget KFUM Trollhättan. Handbollskarriären avslutade han 1965, då han var med och kvalade till Allsvenskan med Trollhättans IF.

### Landslagskarriär
Olsson togs ut till svenska landslaget i fotboll några gånger, men fick endast sitta på bänken. Han togs en gång ut i pressens lag mot landslaget, och spelade totalt sex B-landskamper för Sverige (två mål). Inför VM 1958 var han med på det första VM-lägret i Como i mars. Han gjorde där det enda målet i en match mot Italien, men detta räknas inte som en officiell landskamp.
Han spelade även sex matcher för svenska handbollslandslaget (12 mål).